# Wolfenstein (szikla)
A  Wolfenstein egy magányosan álló sziklaképződés Bajorországban Tirschenreuth és Hohenwald között.
Az erózió miatt tűnik úgy, hogy a gránitblokkok úgy néznek ki, mint pár egymásmellé dobált zsák.

## Külső hivatkozások
- Vereinigung der Freunde der Mineralogie und Geologie Weiden
- Bayerisches Geologisches Landesamt
- Stadt Tirschenreuth